# Maximilien Drion
Pour les articles homonymes, voir Drion.
Maximilien Drion du Chapois, né le 28 septembre 1997 à Uccle, est un coureur de fond belgo-suisse spécialisé en course en montagne et en trail et un skieur alpiniste. Il représente la Belgique lors de compétitions. Il est champion d'Europe de trail 2022 et a remporté la médaille de bronze en Vertical Race aux championnats d'Europe de ski-alpinisme 2022.

## Biographie
Né à Uccle, Maximilien Drion est initié à la montagne par ses parents dès l'âge de 5 ans. En 2008, sa famille déménage en Suisse à Vercorin. Il y fait la connaissance de Claude-Gérard Lamon qui l'initie au ski-alpinisme à l'âge de 10 ans,.
Pratiquant assidûment le ski-alpinisme, il ne tarde pas à démontrer de bons résultats et est contacté par l'équipe nationale de Belgique qui lui permet de participer à ses premiers championnats du monde de ski-alpinisme en 2013 à Pelvoux. L'année suivante, il décroche sa première internationale en terminant troisième cadet de la Vertical Race lors des championnats d'Europe de ski-alpinisme à Ordino-Arcalis.
Pour compléter sa pratique hivernale, il se met à la course en montagne et au trail durant l'été.
Le 26 mars 2021, il crée la surprise sur la Vertical Race lors de la manche de Madonna di Campiglio en Coupe du monde de ski-alpinisme. Il parvient à s'offrir la victoire en battant de dix secondes le grand favori Davide Magnini.
Le 10 février 2022, il confirme son talent pour la discipline de Vertical Race en remportant la médaille de bronze lors des championnats d'Europe de ski-alpinisme à Boí Taüll. Le 4 juin, il se rend en Belgique pour participer aux championnats nationaux de trail, courus dans le cadre de l'Ohm Trail. Bien que ne faisant pas partie des favoris, il réalise une excellente course et s'impose en 2 h 56 min 12 s. Il valide ainsi son ticket pour les championnats d'Europe de trail à El Paso. Prenant le départ de l'épreuve de trail lors des championnats d'Europe, il effectue un début de course prudent puis effectue une grosse remontée en seconde partie, rattrapant le leader, Zaid Ait Malek. Tandis que ce dernier lève le pied, le Belge doit ensuite contenir les assauts du Français Arnaud Bonin mais Maximilien Drion tient bon et parvient à se défaire de son adversaire pour remporter le titre à la surprise générale.
Il réalise une solide saison en Coupe du monde de ski-alpinisme 2024. Bien qu'il ne signe que deux podiums durant la saison, il s'aligne sur les trois disciplines individuelles et parvient à se hisser à la deuxième place du classement général derrière Thibault Anselmet. Le 22 mars, il s'élance au départ du Sellaronda Skimarathon avec Alex Oberbacher. Les deux hommes parviennent à rattraper les favoris Davide Magnini et Michele Boscacci. Ce dernier, pas encore remis d'une grippe, lève le pied permettant au duo belgo-italien de filer vers la victoire.

## Palmarès en course en montagne et trail
| no  | masculin           | Course                              | Longueur | Départ            | Temps           |
| --- | ------------------ | ----------------------------------- | -------- | ----------------- | --------------- |
| 2e  | Médaille d'argent  | Matterhorn Ultraks 16K              | 17 km    | 20 août 2015      | 1 h 30 min 22 s |
| 3e  | Médaille de bronze | Matterhorn Ultraks 16K              | 17 km    | 20 août 2016      | 1 h 27 min 30 s |
| 1re | Médaille d'or      | Kilomètre vertical de Chando        | 3,5 km   | 24 septembre 2016 | 37 min 0 s      |
| 3e  | Médaille de bronze | Thyon-Dixence                       | 16,35 km | 5 août 2018       | 1 h 13 min 58 s |
| 2e  | Médaille d'argent  | Matterhorn Ultraks Mountain         | 32 km    | 25 août 2018      | 2 h 49 min 37 s |
| 1re | Médaille d'or      | Matterhorn Ultraks Active           | 19 km    | 23 août 2020      | 1 h 25 min 0 s  |
| 2e  | Médaille d'argent  | Course Montreux-Les-Rochers-de-Naye | 17,5 km  | 4 juillet 2021    | 1 h 25 min 15 s |
| 1re | Médaille d'or      | Championnats de Belgique de trail   | 35,9 km  | 4 juin 2022       | 2 h 56 min 12 s |
| 1re | Médaille d'or      | Championnats d'Europe de trail      | 47,39 km | 2 juillet 2022    | 3 h 43 min 1 s  |
| 3e  | Médaille de bronze | ETC                                 | 15 km    | 23 août 2022      | 1 h 26 min 17 s |
| 6e  | 6e                 | Marathon du Mont-Blanc              | 44,5 km  | 25 juin 2023      | 3 h 51 min 42 s |
| 2e  | Médaille d'argent  | Course Montreux-Les-Rochers-de-Naye | 18,8 km  | 2 juillet 2023    | 1 h 30 min 6 s  |
| 3e  | Médaille de bronze | Neirivue-Moléson                    | 10,6 km  | 16 juin 2024      | 1 h 1 min 56 s  |
| 2e  | Médaille d'argent  | Eiger Ultra Trail - E35             | 35 km    | 20 juillet 2024   | 3 h 23 min 53 s |
| 1re | Médaille d'or      | Ascension du Christ-Roi             | 6,2 km   | 12 octobre 2024   | 31 min 45 s     |

## Palmarès en ski-alpinisme
- 2021
  - 1re de la Vertical Race de Madonna di Campiglio

- 2022
  -  de la Vertical Race aux championnats d'Europe

- 2023
  -  de la course individuelle de Coma Pedrosa
  -  de la Vertical Race de Coma Pedrosa
  -  de la Vertical Race de Morgins
  -  de la Vertical Race aux championnats du monde

- 2024
  -  du sprint de Val Martello
  -  du sprint de Schladming
  -  du Sellaronda Skimarathon (avec Alex Oberbacher)

- 2025
  -  de la Vertical Race de Chahdag (en)
  -  de la Vertical Race aux championnats du monde
  -  de la Vertical Race de Schladming
  -  du sprint de Villars-sur-Ollon
  -  de la Vertical Race de Tromsø
  -  du sprint de Tromsø